# David Beatty
Sir David Beatty, 1:e earl Beatty, född 17 januari 1871, död 11 mars 1936, var en amiral i Storbritanniens flotta. 
David Beatty deltog i Sudankampanjen 1896-1897 och i Kinaexpeditionen 1900 och utnämndes 1910 till konteramiral. 1912 var han Naval secretary under Winston Churchill, och blev av denne utsedd till befälhavare över engelska flottans slagkryssarförband (spaningsförband) 1913 med förbigående av ett stort antal välmeriterade amiraler. Detta näst högsta befäl inom brittiska flottan behöll Beatty till hösten 1916, och deltog med sin styrka i alla de viktigare striderna i Nordsjön under perioden såsom Doggerbanksslaget 24 januari 1915 och slaget vid Jylland, mellan den 31 maj - 1 juni 1916, som var det största sjöslaget under första världskriget. Totalt dog 8 645 man i slaget som varade i knappt ett och ett halvt dygn.
Beatty har karaktäriserats mer som driven av hänsynslöshet och djärvhet än taktisk skicklighet, och har öppet klandrats för sina insatser under kriget. Huvudansvaret föll dock på överfälhavaren John Jellicoe, och Beatty fick efterträda honom som chef över Grand Fleet några månader efter slaget. Han var förste sjölord 1919-1927.